# Johann Willenberg
Johann Willenberg (* 12. Januar 1888 in Essen; † 20. Dezember 1968) war ein deutscher Politiker (DZP).
Willenberg wurde in der ersten Ernennungsperiode als Mitglied der Zentrumspartei zum Abgeordneten des Landtags von Nordrhein-Westfalen ernannt, dem er vom 2. Oktober 1946 bis zum 19. Dezember 1946 angehörte.

## Weblink
Johann Willenberg beim Landtag Nordrhein-Westfalen
| Personendaten    | Personendaten                  |
| ---------------- | ------------------------------ |
| NAME             | Willenberg, Johann             |
| KURZBESCHREIBUNG | deutscher Politiker (DZP), MdL |
| GEBURTSDATUM     | 12. Januar 1888                |
| GEBURTSORT       | Essen                          |
| STERBEDATUM      | 20. Dezember 1968              |